# Schwemmalm

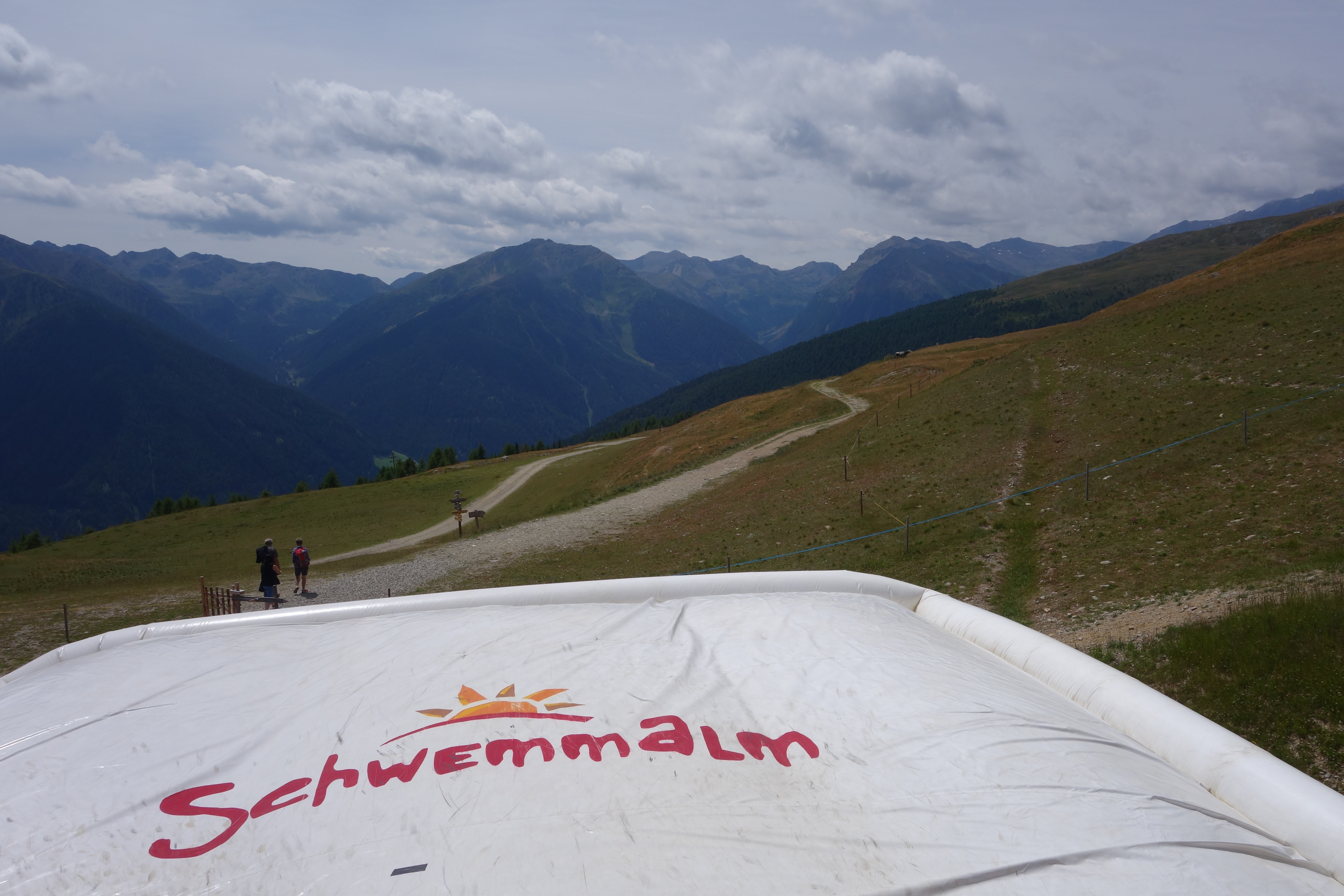
Ultental

Die Schwemmalm liegt im Ultental südwestlich von Meran. Sie ist im Sommer ein Wandergebiet und im Winter Skigebiet. Die Schwemmalm ist das Heimatskigebiet von Dominik Paris und Siegmar Klotz. 
Das Wandergebiet ist gekennzeichnet durch seine bewirtschafteten Almweiden. Durch die 2008 erbaute Umlauf-Gondelbahn (1200 bis 2200 m) ist die Schwemmalm auch im Sommer erreichbar. Der höchste Punkt im Ski- und Wandergebiet Schwemmalm ist das Mutegg mit 2658 m. Von dort hat man einen direkten Blick auf die Dolomiten und den Ortler.
Das Skigebiet verfügt über 25 km Pisten und gilt aufgrund seiner Südstaulage als sehr schneesicher. Es erstreckt sich von 1500 m bis 2625 m und ist Mitglied in der Ortler Skiarena.

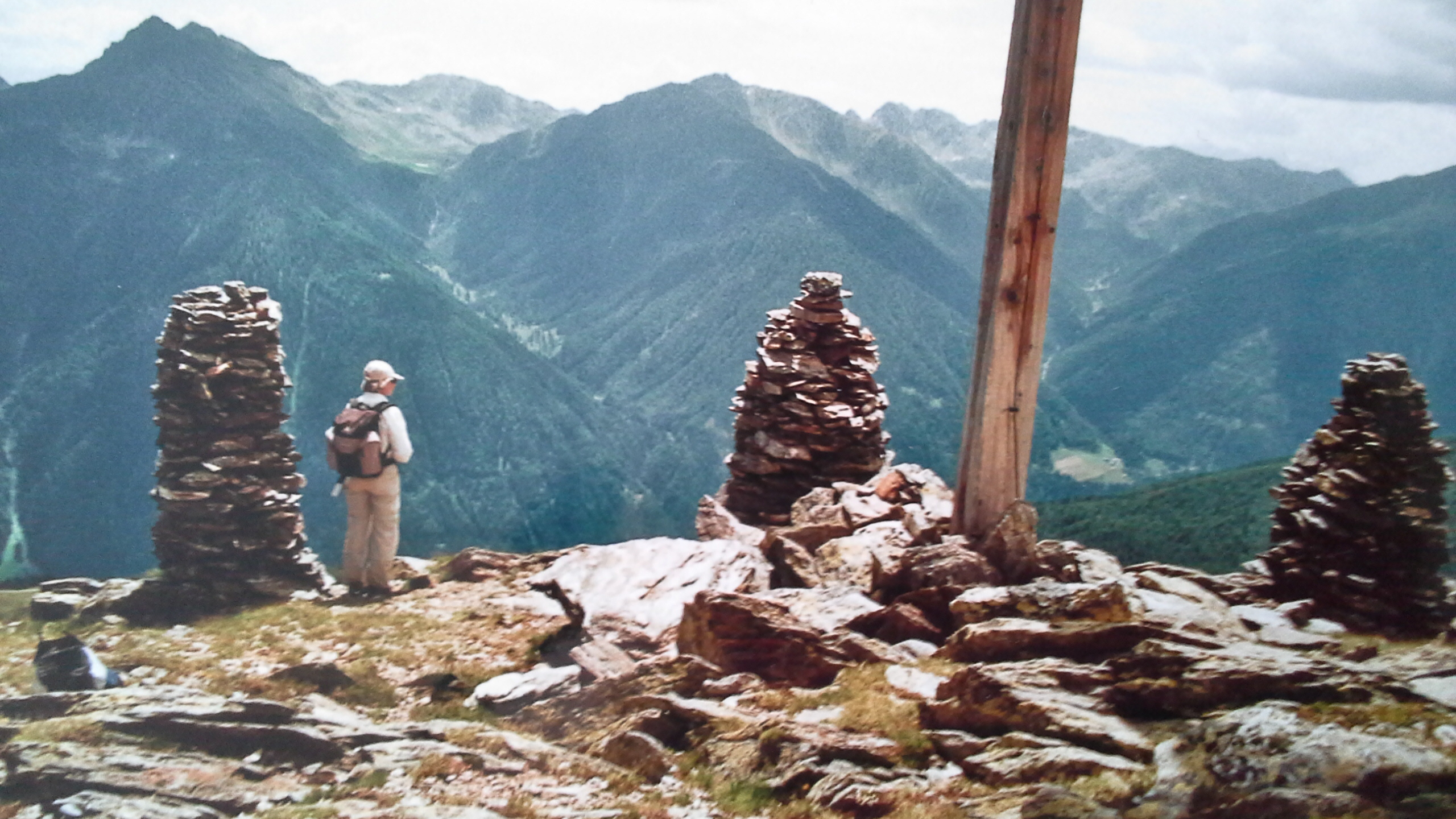

Auf 2411 m findet sich eine schöne Aussichtstelle mit Blick über das Ultental nach Süden. Dort stehen die Drei Mandler und ein Kreuz.

## Liftanlagen
- 4 Sessellifte
- 1 Skilift
- 1 8er Umlaufbahn

Die Talstation der Kabinen-Umlaufbahn steht in Kuppelwies.